# Geogamasus cochlearis
Geogamasus cochlearis är en spindeldjursart som beskrevs av Wolfgang Karg 1976. Geogamasus cochlearis ingår i släktet Geogamasus och familjen Ologamasidae. Inga underarter finns listade i Catalogue of Life.